# Doratura caucasica
Doratura caucasica är en insektsart som beskrevs av Melichar 1913. Doratura caucasica ingår i släktet Doratura och familjen dvärgstritar. Inga underarter finns listade i Catalogue of Life.